# Cucullia tedjicolora
Cucullia tedjicolora là một loài bướm đêm trong họ Noctuidae.